# Radagaiso

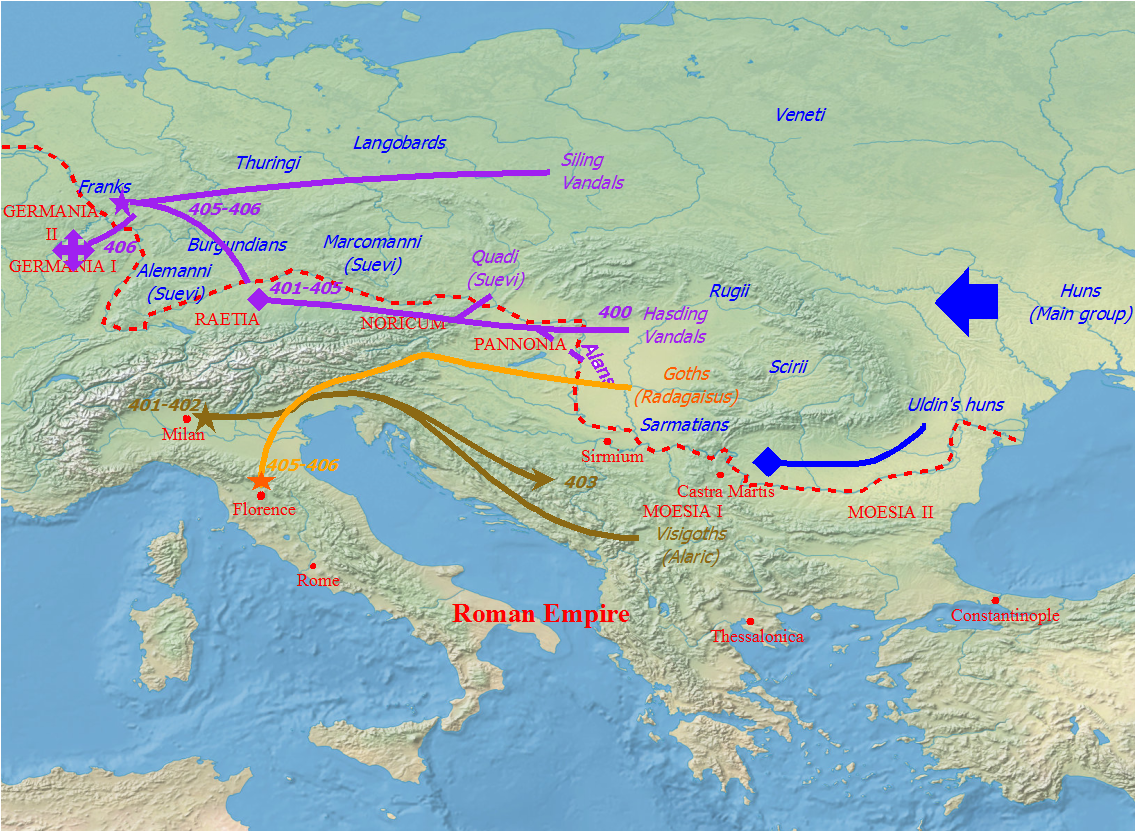
Movimiento de grupos de invasores a principios del. En amarillo la probable ruta de Radagaiso.

Radagaiso (¿?-Fiésole, 23 de agosto de 406) fue un jefe godo pagano que en el año 406 dirigió una invasión contra el Imperio romano de Occidente. Su ejército, que constaba de unos 20 000 guerreros, consiguió cruzar los Alpes y sitiar Florencia, pero tras la llegada de las tropas romanas dirigidas por Estilicón fue derrotado y Radagaiso ejecutado al intentar huir. 

## Antecedentes
El ataque de Radagaiso fue una de las importantes incursiones que tuvo que afrontar el Imperio romano a principios del siglo V cuya manifestación más importante fue el saqueo de Roma por Alarico en 410, después del periodo de relativa tranquilidad que siguió al cruce del Danubio por tribus godas el año 376 y la batalla de Adrianópolis del año 378. Pocos meses después, el 31 de diciembre de 406, un ejército combinado de alanos, suevos y vándalos cruzó el Rin hacia el interior de la Galia.
Según afirma la Chronica Gallica del año 452, el ejército de Radagaiso estaba dividido en tres unidades independientes, dirigida cada una por su propio jefe. La breve noticia ha provocado diferentes interpretaciones y así, siguiendo alguna de las conjeturas propuestas, habrían estado aliados con el jefe godo un grupo de vándalos y alanos que se habían enfrentado a los romanos en Recia en 401. Después de la derrota, se habrían reagrupado de nuevo en el norte y serían los mismos que cruzaron el Rin a finales de ese año.
Posteriormente, en 408 Uldino, un caudillo huno hasta entonces fiel a Roma, se alió con los esciros, atravesó el Danubio y conquistó el campamento de Marte. También los burgundios se estaban desplazando y, desde sus asentamientos al otro lado de la frontera, empezaron a penetrar en zonas pertenecientes a la provincia romana de Germania Inferior. Es una cuestión controvertida si el conjunto de este movimiento de pueblos estuvo provocado de nuevo por los hunos que, según esta teoría, estarían desplazando la base de sus operaciones, situada probablemente en las estepas del Volga todavía a finales del siglo IV, más hacia el oeste.

## Ataque al Imperio romano de Occidente (405-406)

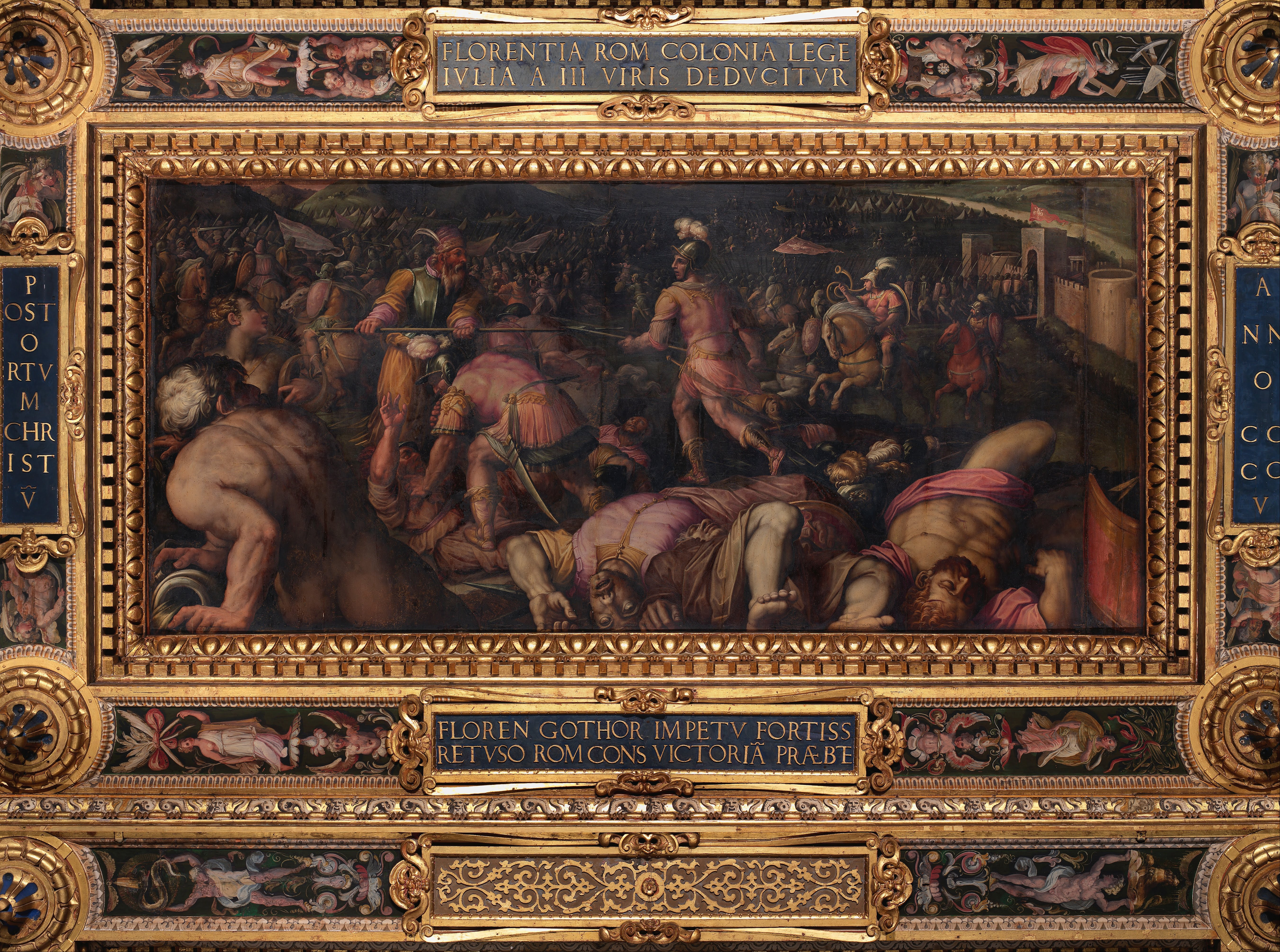
Giorgio Vasari y otros. Sconfitta di Radagasio sotto Fiesole (1563-1565). Florencia. Palazzo Vecchio.

Todas las fuentes antiguas coinciden en que Radagaiso, al que a veces tratan de «rey de los godos», comandaba un contingente godo con la única excepción de Zósimo, que lo describe como una mezcla de celtas y germanos, aunque probablemente confunde el episodio con la invasión de la Galia por el ejército de alanos, suevos y vándalos. Algunos investigadores modernos han propuesto una identificación más precisa de Radagaiso como ostrogodo o greutungo. Un indicio lo podría proporcionar el hecho de que Orosio afirme que sus seguidores eran paganos, cuando los godos occidentales, los visigodos ya se habían convertido al cristianismo, aunque el argumento no es concluyente porque la conversión de estos últimos no fue total, especialmente en el caso de aquellos que permanecieron al norte del Danubio.
El grupo de Radagaiso lo componían no solo combatientes sino que era seguido por toda una población que incluía a mujeres y a niños. Focio, en su Biblioteca y siguiendo a Olimpiodoro (frag. 9) dice que lo acompañaban unos doce mil nobles, Agustín cifra el número de sus seguidores en más de cien mil (La ciudad de Dios, 5.23), según Orosio eran doscientos mil (Hist. Pag., 7.33.4) y Zósimo llega hasta los cuatrocientos mil (Nueva historia, 5.26), aunque ninguna de estas cifras parece creíble. Si se tiene en cuenta que tras la derrota se incorporaron al ejército romano doce mil de sus soldados además de un número considerable que fueron vendidos como esclavos, según las proporciones habituales de no combatientes para este tipo contingentes el ejército godo debía estar compuesto de más de veinte mil hombres para una población total de unas cien mil personas.
Radagaisio inició su marcha en 405, partiendo probablemente de algún punto de la llanura húngara y atravesó, según sugieren los hallazgos numismáticos, el área comprendida entre el este del Nórico y Panonia Superior para después cruzar los Alpes precedido de un gran número de refugiados que huían ante el avance de sus tropas. Los godos entraron en Italia a través de la ruta de Aquilea y, una vez llegados al valle del Po, encontraron escasa oposición y pudieron moverse y abastecerse por el norte durante quizás más de medio año hasta que finalmente Radagaisio avanzó hasta Florencia, ciudad a la que puso sitio y estaba a punto de rendir en el momento de la llegada del ejército romano.
Ante la grave amenaza que representaba Radagaiso, Estilicón, general romano de origen parcialmente vándalo que era en aquellos momentos el gobernante de facto del Imperio romano de Occidente, se vio obligado a reunir un gran ejército y, en abril de 406, un decreto del emperador Honorio llamaba al reclutamiento de voluntarios al tiempo que se concentraban en Ticinum (Pavía) treinta regimientos (numerari), con un total aproximado de quince mil hombres, reforzados por los godos y las unidades auxiliares alanas comandadas por Saro, además de las de los hunos de su entonces aliado Uldino. Aunque el tiempo que tardó Estilicón en formar su ejército sea probablemente la explicación del largo periodo en que Radagaiso tuvo libertad de acción, su llegada cambió rápidamente la situación y los godos tuvieron que levantar el sitio y retirarse a los montes en torno a Fiesole, donde se vieron a su vez bloqueados. El relato de Olimpiodoro parece también sugerir, si es que no se trató de su reclutamiento posterior, que Estilicón consiguió persuadir a algunos jefes godos para que cambiasen de bando. Finalmente Radagaiso trató de escapar, pero tras su captura fue ejecutado el 23 de agosto de 406.

## Consecuencias
Entre los seguidores supervivientes de Radagaiso, unos doce mil de sus guerreros acabaron incorporándose al ejército romano mientras que el resto fueron vendidos como esclavos en un número tal que el mercado se vio desbordado, hasta tal punto que el precio de cada uno bajó hasta los dos sueldos de oro, el nivel del peor ganado.
Esos soldados godos tuvieron un papel muy importante en los acontecimientos subsiguientes, ya que fueron principalmente ellos los que se rebelaron en Ticinum contra Honorio el 13 de agosto de 408, cuando el emperador pretendió enviarlos a luchar contra el usurpador Constantino III, motín que terminó precipitando la ejecución del mismo Estilicón el 22 de agosto. A su vez, la caída de Estilicón trajo consigo el comienzo de una política fuertemente antigoda, promocionada por el principal instigador de su caída, Olimpio. Se organizaron matanzas de los soldados godos previamente incorporados y sus familias fueron asesinadas en masa, lo que tuvo como consecuencia que los restantes se unieran al bando de Alarico, al igual que lo hicieron gran número de esclavos, muchos probablemente también provenientes del contingente de Radagaiso, cuando en 409 el rey godo estaba acampado en las proximidades de Roma. Los godos de Alarico que asaltaron Roma el año 410, y que terminaron transformándose en el pueblo conocido como visigodos, fueron realmente el resultado de una amalgama que unió a los tervingios y greutungos que cruzaron el Danubio el año 376 con los seguidores de Radagaiso llegados a Italia en 405-406.